# SKテレコム
SKテレコム（エスケイテレコム、韓: SK텔레콤）は、大韓民国最大の携帯電話事業者。SKグループの中核企業である。

## 概要

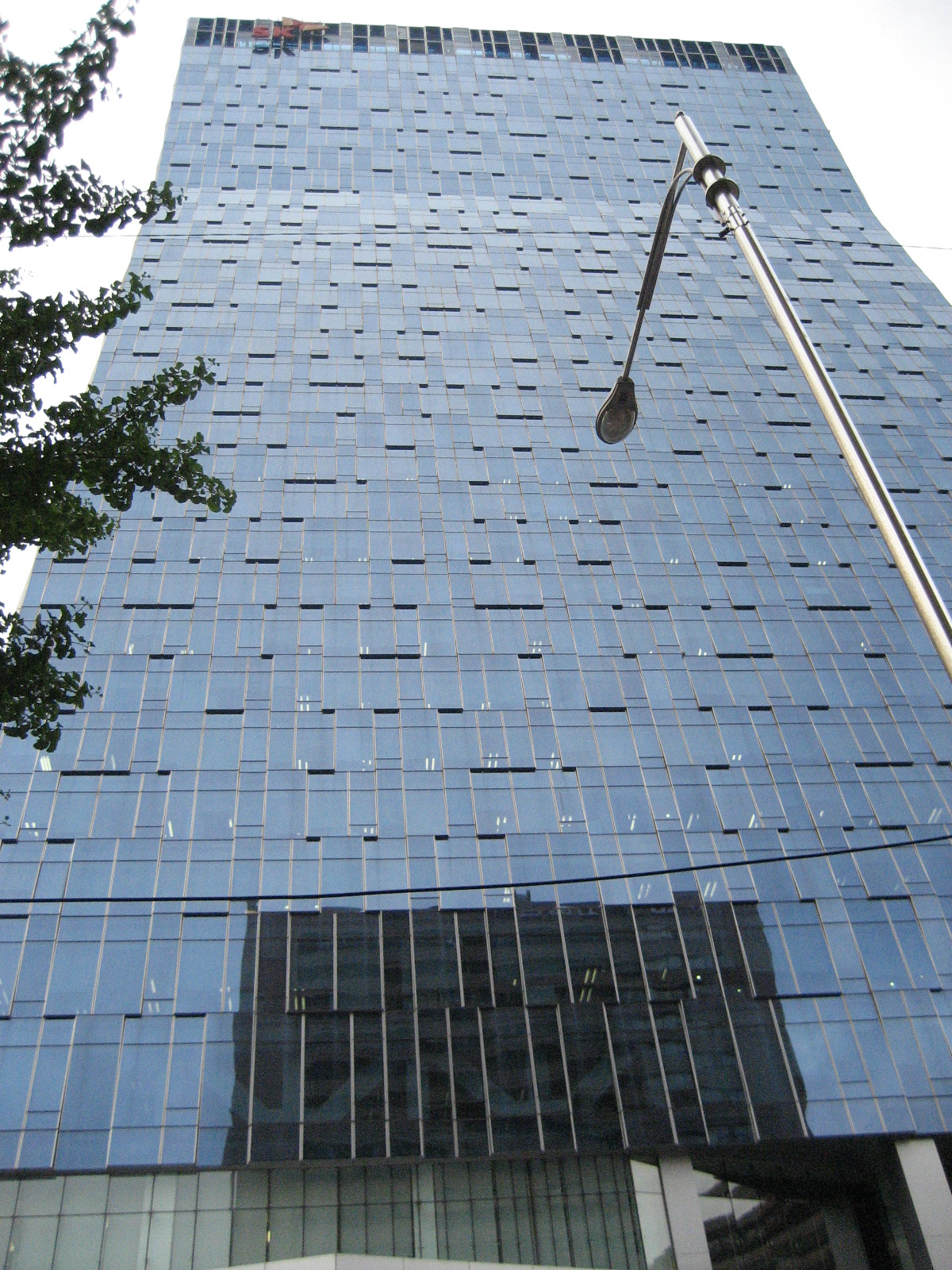
本社（ソウル市）

1984年韓国通信（現 : KT）の移動体通信部門として前身の韓国移動通信が設立。自動車電話事業を開始。1988年に一般向けの携帯電話サービスに進出。1997年にSKグループの傘下に入り、現在の社名に。
企業として注目を浴びたのは1996年、cdmaOne方式 (800MHz) の携帯電話の商用サービスを世界で初めてソウルの西に隣接する仁川広域市と富川市で開始したこと。その年にはニューヨーク証券取引所（証券コード : SKM）にも上場する（韓国取引所・旧韓国証券取引所、証券コード:17670、にも上場）。
2002年には同じ800MHzの周波数帯でCDMA方式の事業を行っていた新世紀通信（ポスコが筆頭株主）を吸収合併している。また時を同じくしてCDMA2000方式を採用した第三世代携帯電話サービスを開始し、平行してUMTS (W-CDMA) 方式によるサービスも提供し、順調に顧客を増やしている。現在は、EV-DOとHSDPAによる高速データ通信サービスも提供中である。
韓国内の加入者は1800万人を超え、シェアは過半数以上の52%。先行して市場に参入していることに加え、10代・大学生・女性向けなどに細分化された料金プラン、そしてSpeed011のキャッチフレーズと有名俳優を多数、広告に出演させたことで築いた高級なイメージが理由として挙げられる（韓国では携帯事業者には01Xの事業者識別番号が割り当てられてきた。SKテレコムは011、旧新世紀通信の加入者は017）。2001年には、一定期間新規加入受付が中止された。
しかし携帯電話業界の競争を促進させるため、韓国では2004年に番号ポータビリティ制度が導入（同時に全事業者の識別番号を010に統合させる制度も開始）。SKテレコムの加入者が1月に現在の電話番号を持ったまま、ライバルの事業者であるKTやLGテレコム（LG U+）へ乗り換えることが可能になった。そのため今後、シェアがいま以上に上がる可能性は少ない。
モンゴルやウズベキスタン、カンボジアで最初の携帯電話サービス会社の立ち上げに携わっている。また、子会社のSKテレテックを通じ、自社向け端末の開発や海外への端末輸出も行ってきたが、こちらは韓国第三の携帯電話機メーカー、パンテック&キュリテルに4,000億ウォンで売却することになった。
2008年2月、固定電話・ブロードバンドインターネット接続大手のハナロ通信（現 SKブロードバンド）を1兆900億ウォンで買収した。
2019年4月3日、当初の予定（5日）を2日前倒しして、KT、LGユープラスと共に商用5G移動通信サービスを開始。
2020年6月12日、科学技術情報通信部はSKテレコムから申請されていた2Gサービスの廃止について承認した。これにより、011、017番号は2021年6月をもって完全に廃止され、010に統一されることになる。
2025年4月、加入者2500万人の個人情報が流出するハッキング事件が発覚。何者かがサーバーにバックドアを設置し、顧客のSIMカードの情報を抜き出していた。同年4月29日までに、韓国国家情報院は、政府全部署や公共・傘下機関にSKテレコムのSIMカードを交換するよう勧告を行った。

## 日本との関係
日本の事業者との繋がりは、吸収合併した新世紀通信と国際ローミングを行っていたKDDI（auブランド）との関係が一番強いとされる（国際ローミングも引き続き行われている）。現在はNTTドコモ、ソフトバンクともW-CDMAサービスで国際ローミングを行っている。なおNTTドコモとは、日本のPDC方式と韓国のCDMA方式の両サービスを利用できる端末を開発したりしてきたが、NTTドコモが2005年末にKTFに出資することになったため、繋がりは薄くなったといえる。
また、デジタル移動体放送（韓国ではDMBと略される）分野で、モバイル放送株式会社と通信衛星（MBSat、日本では放送衛星に区分される）を共用している（事業は子会社のTUメディアが運営）。すでに携帯電話機でDMBを受信できる端末が韓国内では発売されており、2005年5月から本放送を開始。すでに7万人を超える顧客を獲得している（受信料は月額1万3,000ウォン/2005年現在）。
2011年11月、SKテレコムが運営するAndroidアプリマーケットTstoreがqiipという名前で日本でもオープンした。